# 日高村 (宮城県)
日高村（ひだかむら）は、1956年（昭和31年）から1957年（昭和32年）まで宮城県登米郡にあった村。現在の登米市北東部にあたる。
わずか7か月しか存在しなかった。

## 沿革
- 1956年（昭和31年）9月30日 - 米川村と錦織村が合併し、日高村が発足。
- 1957年（昭和32年）5月1日 - 米谷町と合併し、東和町となる。

## 行政
- 歴代村長

| 代 | 氏名     | 就任                       | 退任                      | 備考                       |
| -- | -------- | -------------------------- | ------------------------- | -------------------------- |
| 1  | 及川哲夫 | 昭和31年（1956年）10月27日 | 昭和32年（1957年）4月30日 | 元・米川村長、初代東和町長 |